# دانيال واترز
دانيال واترز (بالإنجليزية: Daniel Waters)‏ هو كاتب ومخرج سينمائي أمريكي. ولد يوم 10 نوفمبر 1962 في كليفلاند في الولايات المتحدة. إنه الأخ الأكبر للمخرج مارك ووترز.

## روابط خارجية
- دانيال واترز على موقع IMDb (الإنجليزية)
- دانيال واترز على موقع ألو سيني (الفرنسية)
- دانيال واترز على موقع ميوزك برينز (الإنجليزية)
- دانيال واترز على موقع أول موفي (الإنجليزية)
- دانيال واترز على موقع قاعدة بيانات الأفلام السويدية (السويدية)
- دانيال واترز على موقع قاعدة بيانات الفيلم (الإنجليزية)
- دانيال واترز على موقع كينوبويسك (الروسية)